# Marc Brys
Marc Brys (Antwerpen, 10 mei 1962) is een Belgische voetbaltrainer en voormalig voetballer.

## Biografie
In mei 2005 won Brys met Germinal Beerschot de Beker van België, ten nadele van Club Brugge (1-2). In september 2005 werd Marc Brys ontslagen, nadat zijn ploeg in de degradatiezone stond. Hij werd er opgevolgd door Jos Daerden, en met hem haalde de ploeg een zesde plaats.
Daerden verweet het Antwerpse bestuur echter dat hij te weinig respect kreeg, en op het einde van het seizoen stapte hij op. Verrassend haalde Beerschot-voorzitter Jos Verhaegen Brys, die tussendoor kort tweedeklasser KMSK Deinze had gecoacht, terug voor het seizoen 2006/07. Op het einde van dat seizoen verliet Brys echter Germinal Beerschot opnieuw.
In 2007/08 werd Brys trainer van Excelsior Moeskroen. Op 17 december 2007 werd hij ontslagen bij de Henegouwers, ondanks een zevende plaats in het klassement. Een 1-3-nederlaag tegen KSV Roeselare bleek er toen te veel aan.
Na in de belangstelling gestaan te hebben bij het Nederlandse MVV, tekende Marc Brys op 19 juni 2008 een tweejarig contract bij het Nederlandse FC Eindhoven. Vanaf het seizoen 2009/10 was Marc Brys hoofdtrainer bij FC Den Bosch als vervanger van de naar Vitesse vertrokken Theo Bos. Op 27 mei 2010 ondertekende Marc Brys contract bij KV Mechelen. In zijn eerste seizoen kwamen Brys één punt te kort om met de club Play-off 1 te halen. Het seizoen daarop eindigde KV Mechelen negende in de reguliere competitie, in Play-off 2 eindigde het echter laatste. Na het seizoen 2011/12 gingen Brys en Mechelen uit elkaar.
Na twee avonturen in Saoedi-Arabië keerde Brys terug naar België, waar hij in 2016 aan de slag ging bij KFCO Beerschot Wilrijk, dat onder Urbain Spaenhoven drie keer op rij was gepromoveerd. Ook onder Brys werd de club meteen kampioen in Eerste klasse amateurs. In zijn tweede seizoen leek Brys de club ook van Eerste klasse B naar de Jupiler Pro League te gaan leiden, maar Beerschot Wilrijk verloor de dubbele titelwedstrijd tegen Cercle Brugge. Desondanks ging Brys in het seizoen 2018/19 toch aan de slag in de Jupiler Pro League: hij tekende in mei 2018 een contract voor drie seizoenen bij Sint-Truidense VV. In november 2019 werd Brys daar ontslagen.
Op 16 juni 2020 werd hij hoofdtrainer bij Oud-Heverlee Leuven nadat Vincent Euvrard werd ontslagen. Na zijn goede prestaties bij Oud-Heverlee Leuven in het seizoen 2020-2021 kreeg hij de Raymond Goethals Trofee in ontvangst. Na een tegenvallend begin van het seizoen 2023/24 werd hij in oktober 2023 ontslagen.
Begin april 2024 werd Brys bondscoach van Kameroen. Hij kreeg er een contract tot 2028. De Belg was aangeworven door de lokale minister van Sport, maar de voetbalbond van het Afrikaanse land - met ex-voetballer Samuel Eto'o als voorzitter - was van mening dat dat niet zijn bevoegdheid is en wou de benoeming niet erkennen. Eind mei ging een film viraal met een hoog oplopende discussie tussen hun beiden, maar enkele dagen later bood Eto'o tijdens een persconferentie zijn excuses aan Brys en erkende hem als bondscoach van zijn land.

## Spelerscarrière
- 1972-1978 Beerschot VAV
- 1978-1993 KFCO Wilrijk
- 1993-1994 SC Merksem
- 1994-1997 KFCO Wilrijk
- 1997-1998 SV Willebroek

## Trainerscarrière
- 1998-2001: Delta Londerzeel
- 2001-2003: Berchem Sport
- 2003-09/2005: Germinal Beerschot
- 01/2006-05/2006: KMSK Deinze
- 2006-2007: Germinal Beerschot
- 2007-dec.07: Excelsior Moeskroen
- 2008-2009: FC Eindhoven
- 2009-2010: FC Den Bosch
- 2010-2012: KV Mechelen
- 2012-12/2013: Al-Faisaly FC
- 02/2014-2015: Al Raed Saudi Club
- 2016-2018: KFCO Beerschot Wilrijk
- 11/2018-2019: Sint-Truidense VV
- 2020-2023: Oud-Heverlee Leuven
- 07/2024-heden:  Kameroens voetbalelftal (mannen)

## Erelijst
- 2002 Kampioen 4de Klasse (Berchem)
- 2003 Kampioen 3de Klasse (Berchem)
- 2005 Beker van België (Germinal Beerschot)
- 2005 finalist Supercup (Germinal Beerschot)
- 2017 Kampioen Eerste klasse amateurs (Beerschot-Wilrijk)

## Trivia
- Brys werkte voor zijn professionele trainerscarrière als politie-inspecteur.[3]